# پیز بیور
پیز بیور (به لاتین: Piz Bever) یک کوه در سوئیس است که در کانتون گراوبوندن واقع شده‌است. پیز بیور ۳٬۲۳۰ متر بالاتر از سطح دریا واقع شده‌است.